# Jim Wilson
Jim Wilson   (Olympic Valley, segle XX) és un director i productor de cinema. Va guanyar l'Oscar a la millor pel·lícula per Ballant amb llops (1990).

## Carrera

### Produint
El 1990, Wilson va produir Ballant amb llops. Va ser adaptat per Michael Blake, basat en la seva novel·la. Va ser la pel·lícula western més taquillera de tots els temps, 424,2 milions de dòlars arreu del món, i va guanyar 7 premis Oscar, incloent millor pel·lícula, millor director, millor guió adaptat, millor fotografia, millor so, millor banda sonora i millor muntatge.
Després de l'èxit de Ballant amb llops, Wilson va produir un altre èxit, El guardaespatlles el 1992, protagonitzat per Kevin Costner i Whitney Houston. Publicat per Warner Bros. la pel·lícula va recaptar 410,9 milions de dòlars a tot el món. La banda sonora és la banda sonora més venuda de la història del cinema, amb més de 44 milions de còpies venudes a tot el món. Va guanyar els Grammy per l'Àlbum de l'Any.
Wilson ha continuat produint pel·lícules, com ara Wyatt Earp, El missatger del futur i Missatge en una ampolla.
Per a televisió, Wilson va ser productor executiu de la premiada minisèrie de 8 hores 500 Nations per a CBS.

### Direcció
A més de produir plats d'estudi, Wilson ha dirigit nombrosos films, com ara Els cavallers de Stacy protagonitzat per Kevin Costner, Només es viu una vegada  amb Cameron Diaz i Harvey Keitel, Whirlygirl amb Monet Mazur i un llargmetratge documental Laffit – All About Winning.
El 2014 va acabar 50 a 1, sobre un grup inadaptat de vaquers de Nou Mèxic que es van trobar en el viatge de la seva vida quan van aprendre el seu torçat. -El cavall de carreres amb peus es classifica per córrer al Kentucky Derby.
Basat en la història real de Mine That Bird, els vaquers han de superar les probabilitats impossibles fins i tot abans d'arribar a Churchill Downs i la terra de sang blava de Kentucky.
La pel·lícula es va estrenar en cinemes i va ser adquirida per Sony Pictures el 2015 per a tots els drets mundials.

## Filmografia
Va ser productor de totes les pel·lícules tret que s'indiqui el contrari.

### Film
| Any  | Pel·lícla               | Credit             | Ref.  |
| ---- | ----------------------- | ------------------ | ----- |
| 1983 | Els cavallers de Stacy  | Productor executiu |       |
| 1986 | Smart Alec              |                    |       |
| 1990 | Revenja                 | Productor associat |       |
| 1990 | Ballant amb llops       |                    |       |
| 1992 | El guardaespatlles      |                    |       |
| 1994 | Rapa Nui                |                    |       |
| 1994 | Wyatt Earp              |                    |       |
| 1996 | Només es viu una vegada |                    |       |
| 1997 | El missatger del futur  |                    |       |
| 1999 | Missatge en una ampolla |                    |       |
| 2006 | Whirlygirl              |                    |       |
| 2007 | Mr. Brooks              |                    |       |
| 2008 | L'últim vot             |                    |       |
| 2014 | 50 to 1                 |                    | [ 3 ] |

Com a director
| Any  | Pel·lícula              |
| ---- | ----------------------- |
| 1983 | Els cavallers de Stacy  |
| 1986 | Smart Alec              |
| 1996 | Només es viu una vegada |
| 2006 | Whirlygirl              |
| 2014 | 50 to 1                 |

Com a actor
| Any  | Pel·lícula        | Paper                  | Notes           |
| ---- | ----------------- | ---------------------- | --------------- |
| 1990 | Ballant amb llops | Doctor                 | Sens eacreditar |
| 1994 | Wyatt Earp        | Doctor der Virgil Earp | Sens eacreditar |

Com a guionista
| Any  | Pel·lícula |
| ---- | ---------- |
| 1986 | Smart Alec |
| 2014 | 50 to 1    |

### Televisió
| Any     | Títol       | Crèdit             | Notes      |
| ------- | ----------- | ------------------ | ---------- |
| 1990−91 | Hey Dude    | Productor associat |            |
| 1995    | 500 Nations |                    | Documental |